# Alyn Camara
Pour les articles homonymes, voir Camara.
Alyn Camara  (né le 31 mars 1989 à Bergisch Gladbach) est un athlète allemand, spécialiste du saut en longueur. 

## Biographie
son père est Sénégalais et sa mère allemande.
Licencié au Bayer Leverkusen, il participe aux Jeux olympiques de 2012, à Londres, mais ne parvient pas à franchir le cap des qualifications (7,72 m).
En 2013, Alyn Camara améliore son record personnel en plein air en réalisant la marque de 8,29 m à Bad Langensalza. Il remporte par ailleurs son premier titre national senior.

### Palmarès
| Date | Compétition                   | Lieu    | Résultat | Performance |
| ---- | ----------------------------- | ------- | -------- | ----------- |
| 2011 | Championnats d'Europe espoirs | Ostrava | 7e       | 7,71 m      |

### Records
| Épreuve          | Épreuve   | Performance | Lieu            | Date            |
| ---------------- | --------- | ----------- | --------------- | --------------- |
| Saut en longueur | Plein air | 8,29 m      | Bad Langensalza | 15 juin 2013    |
| Saut en longueur | Salle     | 7,89 m      | Bielefeld       | 12 février 2012 |